# Têche
Têche település Franciaországban, Isère megyében. Lakosainak száma 599 fő (2022. január 1.). Têche Beaulieu, Izeron, Saint-Sauveur és Saint-Vérand községekkel határos.

## Népesség
A település népessége az elmúlt években az alábbi módon változott:
| Lakosok száma | 286  | 387  | 484  | 505  | 586  | 578  | 574  | 574  | 582  | 599  |
|               | 1968 | 1982 | 1990 | 2006 | 2013 | 2015 | 2017 | 2019 | 2020 | 2022 |